# Roestelia magna
Roestelia magna är en svampart som först beskrevs av Crowell, och fick sitt nu gällande namn av Jørst. 1959. Roestelia magna ingår i släktet Roestelia och familjen Pucciniaceae.   Inga underarter finns listade i Catalogue of Life.